# Giorgio Scarlatti
Giorgio Scarlatti (* 2. Oktober 1921 in Rom; † 26. Juli 1990 ebenda) war ein italienischer Automobilrennfahrer.

## Karriere
Als ein vermögender Privatfahrer machte er seine durchaus beachtenswerten Motorsport-Einsätze in den späten 1950er-Jahren für Maserati bei Sportwagenrennen und einigen Formel-1-Einsätzen.
Eines seiner besten Jahre war die Formel-1-Saison 1957, als er nach einigen frustrierenden Rennergebnissen, die oft durch technische Defekte verursacht wurden, bei seinem Heimgrandprix in Monza als Fünftplatzierter ins Ziel kam. Gerade dieser Erfolg entschädigte ihn ein wenig dafür, dass ihm kurz zuvor Stuart Lewis-Evans in der Schlussphase des Großen Preises von Pescara den fünften Rang „geraubt“ hatte.
Bei der Targa Florio 1958 teilte sich Jean Behra mit ihm einen Porsche RSK. Enttäuscht über das Ergebnis äußerte Behra später seine Ansicht, dass sie durchaus hätten gewinnen können. Doch Scarlatti wäre zu einer schnelleren Fahrweise nicht in der Lage gewesen. Aus dieser bei Sportwagenfahrern ungewöhnlichen Schuldzuweisung sprach wohl auch die Frustration über das eigene Rennpech, das den Franzosen schon so oft vor einem greifbaren Sieg ereilt hatte.

## Statistik

### Statistik in der Automobil-Weltmeisterschaft

#### Gesamtübersicht
| Saison | Team                      | Chassis          | Motor           | Rennen | Siege | Zweiter | Dritter | Poles | schn. Rennrunden | Punkte | WM-Pos. |
| ------ | ------------------------- | ---------------- | --------------- | ------ | ----- | ------- | ------- | ----- | ---------------- | ------ | ------- |
| 1956   | Scuderia Centro Sud       | Ferrari 500      | Ferrari 2.0 L4  | 1      | −     | −       | −       | −     | −                | −      | NC      |
| 1957   | Officine Alfieri Maserati | Maserati 250F    | Maserati 2.5 L6 | 4      | −     | −       | −       | −     | −                | 1      | 20.     |
| 1958   | Giorgio Scarlatti         | Maserati 250F    | Maserati 2.5 L6 | 2      | −     | −       | −       | −     | −                | −      | NC      |
| 1959   | Scuderia Ugolini          | Maserati 250F    | Maserati 2.5 L6 | 1      | −     | −       | −       | −     | −                | −      | NC      |
| 1959   | Cooper Car Company        | Cooper T51       | Climax 2.5 L4   | 1      | −     | −       | −       | −     | −                | −      | NC      |
| 1960   | Giorgio Scarlatti         | Maserati 250F    | Maserati 2.5 L6 | 1      | −     | −       | −       | −     | −                | −      | NC      |
| 1960   | Scuderia Centro Sud       | Cooper T51       | Maserati 2.5 L4 | 1      | −     | −       | −       | −     | −                | −      | NC      |
| 1961   | Scuderia Serenissima      | De Tomaso F1-001 | OSCA 1.5 L4     | 1      | −     | −       | −       | −     | −                | −      | NC      |
| Gesamt | Gesamt                    | Gesamt           | Gesamt          | 12     | −     | −       | −       | −     | −                | 1      |         |

#### Einzelergebnisse
| Saison | 1   | 2   | 3   | 4 | 5   | 6   | 7  | 8   | 9 | 10 | 11 |
| ------ | --- | --- | --- | - | --- | --- | -- | --- | - | -- | -- |
| 1956   |     |     |     |   |     |     |    |     |   |    |    |
|        | DNQ |     |     |   |     | DNF |    |     |   |    |    |
| 1957   |     |     |     |   |     |     |    |     |   |    |    |
|        | DNF |     |     |   | 10  | 6   | 5  |     |   |    |    |
| 1958   |     |     |     |   |     |     |    |     |   |    |    |
|        | DNF | DNF |     |   |     |     |    |     |   |    |    |
| 1959   |     |     |     |   |     |     |    |     |   |    |    |
| DNQ    |     |     | 8   |   |     |     | 12 |     |   |    |    |
| 1960   |     |     |     |   |     |     |    |     |   |    |    |
| DNF    | DNQ |     |     |   |     |     |    | DNF |   |    |    |
| 1961   |     |     |     |   |     |     |    |     |   |    |    |
|        |     |     | DNF |   | DNA |     |    |     |   |    |    |

| Legende  | Legende            | Legende                                                          |
| Farbe    | Abkürzung          | Bedeutung                                                        |
| -------- | ------------------ | ---------------------------------------------------------------- |
| Gold     | –                  | Sieg                                                             |
| Silber   | –                  | 2. Platz                                                         |
| Bronze   | –                  | 3. Platz                                                         |
| Grün     | –                  | Platzierung in den Punkten                                       |
| Blau     | –                  | Klassifiziert außerhalb der Punkteränge                          |
| Violett  | DNF                | Rennen nicht beendet (did not finish)                            |
| Violett  | NC                 | nicht klassifiziert (not classified)                             |
| Rot      | DNQ                | nicht qualifiziert (did not qualify)                             |
| Rot      | DNPQ               | in Vorqualifikation gescheitert (did not pre-qualify)            |
| Schwarz  | DSQ                | disqualifiziert (disqualified)                                   |
| Weiß     | DNS                | nicht am Start (did not start)                                   |
| Weiß     | WD                 | zurückgezogen (withdrawn)                                        |
| Hellblau | PO                 | nur am Training teilgenommen (practiced only)                    |
| Hellblau | TD                 | Freitags-Testfahrer (test driver)                                |
| ohne     | DNP                | nicht am Training teilgenommen (did not practice)                |
| ohne     | INJ                | verletzt oder krank (injured)                                    |
| ohne     | EX                 | ausgeschlossen (excluded)                                        |
| ohne     | DNA                | nicht erschienen (did not arrive)                                |
| ohne     | C                  | Rennen abgesagt (cancelled)                                      |
| ohne     | keine WM-Teilnahme |                                                                  |
| sonstige | P/fett             | Pole-Position                                                    |
| sonstige | 1/2/3/4/5/6/7/8    | Punktplatzierung im Sprint-/Qualifikationsrennen                 |
| sonstige | SR/kursiv          | Schnellste Rennrunde                                             |
| sonstige | *                  | nicht im Ziel, aufgrund der zurückgelegten Distanz aber gewertet |
| sonstige | ()                 | Streichresultate                                                 |
| sonstige | unterstrichen      | Führender in der Gesamtwertung                                   |

### Le-Mans-Ergebnisse
| Jahr | Team                               | Fahrzeug                  | Teamkollege     | Platzierung | Ausfallgrund     |
| ---- | ---------------------------------- | ------------------------- | --------------- | ----------- | ---------------- |
| 1957 | Officine Alfieri Maserati          | Maserati 300S             | Joakim Bonnier  | Ausfall     | Kupplungsschaden |
| 1959 | Scuderia Ferrari                   | Ferrari Dino 196S         | Giulio Cabianca | Ausfall     | kein Benzin      |
| 1960 | Camoradi USA                       | Maserati Tipo 61 Longtail | Gino Munaron    | Ausfall     | Elektrik         |
| 1962 | Scuderia SSS Repubblica di Venezia | Ferrari 250 GTO           | Nino Vaccarella | Ausfall     | Motorschaden     |

### Sebring-Ergebnisse
| Jahr | Team                 | Fahrzeug                  | Teamkollege       | Teamkollege                | Platzierung            | Ausfallgrund |
| ---- | -------------------- | ------------------------- | ----------------- | -------------------------- | ---------------------- | ------------ |
| 1957 | A. V. Dayton         | Maserati 150S 2.5         | Joakim Bonnier    |                            | Ausfall                | Motorschaden |
| 1960 | Scuderia Serenissima | Ferrari 250 GT California | Carlo-Maria Abate | Fabrizio Serena di Lapigio | Rang 8 und Klassensieg |              |

### Einzelergebnisse in der Sportwagen-Weltmeisterschaft
| Saison | Team                                                                         | Rennwagen                                         | 1   | 2   | 3   | 4   | 5   | 6   | 7   | 8   | 9   | 10  | 11  | 12  | 13  | 14  | 15  | 16  | 17  | 18  | 19  | 20  | 21  | 22  |
| ------ | ---------------------------------------------------------------------------- | ------------------------------------------------- | --- | --- | --- | --- | --- | --- | --- | --- | --- | --- | --- | --- | --- | --- | --- | --- | --- | --- | --- | --- | --- | --- |
| 1953   |                                                                              | Alfa Romeo 1900                                   | SEB | MIM | LEM | SPA | NÜR | RTT | CAP |     |     |     |     |     |     |     |     |     |     |     |     |     |     |     |
| 1953   | DNF                                                                          | Alfa Romeo 1900                                   |     |     |     |     |     |     |     |     |     |     |     |     |     |     |     |     |     |     |     |     |     |     |
| 1954   | Maserati                                                                     | Maserati A6GCS                                    | BUA | SEB | MIM | LEM | RTT | CAP |     |     |     |     |     |     |     |     |     |     |     |     |     |     |     |     |
| 1954   | Maserati                                                                     | Maserati A6GCS                                    |     |     | DNF |     | DNF |     |     |     |     |     |     |     |     |     |     |     |     |     |     |     |     |     |
| 1955   | Maserati                                                                     | Maserati A6GCS                                    | BUA | SEB | MIM | LEM | RTT | TAR |     |     |     |     |     |     |     |     |     |     |     |     |     |     |     |     |
| 1955   | Maserati                                                                     | Maserati A6GCS                                    |     |     | DNF |     |     | 8   |     |     |     |     |     |     |     |     |     |     |     |     |     |     |     |     |
| 1956   |                                                                              | Maserati A6GCS                                    | BUA | SEB | MIM | NÜR | KRI |     |     |     |     |     |     |     |     |     |     |     |     |     |     |     |     |     |
| 1956   |                                                                              | Maserati A6GCS                                    | 13  |     |     |     |     |     |     |     |     |     |     |     |     |     |     |     |     |     |     |     |     |     |
| 1957   | A. V. Dayton Maserati                                                        | Maserati 150S Maserati 300S                       | BUA | SEB | MIM | NÜR | LEM | KRI | CAR |     |     |     |     |     |     |     |     |     |     |     |     |     |     |     |
| 1957   | A. V. Dayton Maserati                                                        | Maserati 150S Maserati 300S                       |     | DNF | 4   | 15  | DNF | 3   | DNF |     |     |     |     |     |     |     |     |     |     |     |     |     |     |     |
| 1958   | Porsche                                                                      | Maserati 200S Porsche 718 RSK                     | BUA | SEB | TAR | NÜR | LEM | RTT |     |     |     |     |     |     |     |     |     |     |     |     |     |     |     |     |
| 1958   | Porsche                                                                      | Maserati 200S Porsche 718 RSK                     | DNF |     | 2   |     |     |     |     |     |     |     |     |     |     |     |     |     |     |     |     |     |     |     |
| 1959   | Scuderia Eugenio Castellotti Scuderia Ferrari                                | Ferrari Dino 196S                                 | SEB | TAR | NÜR | LEM | RTT |     |     |     |     |     |     |     |     |     |     |     |     |     |     |     |     |     |
| 1959   | Scuderia Eugenio Castellotti Scuderia Ferrari                                | Ferrari Dino 196S                                 |     | DNF | DNF | DNF | DNF |     |     |     |     |     |     |     |     |     |     |     |     |     |     |     |     |     |
| 1960   | Scuderia Serenissima Scuderia Sant Ambroeus Scuderia Ferrari Camoradi Racing | Ferrari 250 GT Ferrari Dino 246S Maserati Tipo 61 | BUA | SEB | TAR | NÜR | LEM |     |     |     |     |     |     |     |     |     |     |     |     |     |     |     |     |     |
| 1960   | Scuderia Serenissima Scuderia Sant Ambroeus Scuderia Ferrari Camoradi Racing | Ferrari 250 GT Ferrari Dino 246S Maserati Tipo 61 |     | 8   | 10  | DNF | DNF |     |     |     |     |     |     |     |     |     |     |     |     |     |     |     |     |     |
| 1961   | Scuderia Serenissima                                                         | Maserati Tipo 63                                  | SEB | TAR | NÜR | LEM | PES |     |     |     |     |     |     |     |     |     |     |     |     |     |     |     |     |     |
| 1961   | Scuderia Serenissima                                                         | Maserati Tipo 63                                  |     | 5   |     |     | 1   |     |     |     |     |     |     |     |     |     |     |     |     |     |     |     |     |     |
| 1962   | San Marco C. San Guisti Ferraro Scuderia Serenissima                         | Ferrari 250 GTO                                   | DAY | SEB | SEB | MAI | TAR | BER | NÜR | LEM | TAV | CCA | RTT | NÜR | BRI | BRI | PAR |     |     |     |     |     |     |     |
| 1962   | San Marco C. San Guisti Ferraro Scuderia Serenissima                         | Ferrari 250 GTO                                   |     |     |     |     | 4   |     | DNF | DNF |     |     |     |     |     |     |     |     |     |     |     |     |     |     |
| 1963   | Juan Manuel Bordeu                                                           | Ferrari 250 GTO                                   | DAY | SEB | SEB | TAR | SPA | MAI | NÜR | CON | ROS | LEM | MON | WIS | TAV | FRE | CCE | RTT | OVI | NÜR | MON | MON | TDF | BRI |
| 1963   | Juan Manuel Bordeu                                                           | Ferrari 250 GTO                                   | 6   |     |     |     |     |     |     |     |     |     |     |     |     |     |     |     |     |     |     |     |     |     |